# Женская сборная Норвегии по водному поло
Женская сборная Норвегии по водному поло — национальная ватерпольная команда, представляющая Норвегию на международной арене. Управляющей организацией является Федерация плавания Норвегии (норв. Norges Svømmeforbund, NSF; англ. Norwegian Swimming Federation).

## Результаты выступлений

### Чемпионаты мира
| Год        | Место          | И              | В              | Н              | П              | ГЗ             | ГП             | +/-            |
| ---------- | -------------- | -------------- | -------------- | -------------- | -------------- | -------------- | -------------- | -------------- |
| 1986       | 8              | 5              | 2              | 0              | 3              | 40             | 54             | -14            |
| 1991—н. в. | не участвовали | не участвовали | не участвовали | не участвовали | не участвовали | не участвовали | не участвовали | не участвовали |

### Чемпионаты Европы
| Год        | Место          | И              | В              | Н              | П              | ГЗ             | ГП             | +/-            |
| ---------- | -------------- | -------------- | -------------- | -------------- | -------------- | -------------- | -------------- | -------------- |
| 1985       | 4              | 7              | 4              | 0              | 3              | 63             | 66             | -3             |
| 1987       | 5              | 6              | 2              | 0              | 4              | 50             | 68             | -18            |
| 1989       | 6              | 4              | 1              | 0              | 3              | 21             | 54             | -33            |
| 1991—н. в. | не участвовали | не участвовали | не участвовали | не участвовали | не участвовали | не участвовали | не участвовали | не участвовали |